# Splošna knjižnica Slovenske Konjice
Splošna knjižnica Slovenske Konjice (akronim: SIKSKN) je osrednja splošna knjižnica s sedežem v kulturnem domu na Mestnem trgu 4 v Slovenskih Konjicah. Knjižnica je članica Združenja splošnih knjižnic, ki združuje splošne knjižnice na območju Slovenije na področju knjižnične dejavnosti.
Knjižnica ponuja široki izbor literature, čitalnico, oddelek za otroke, publikacije in domoznansko gradivo, strokovno literaturo in multimedijo. 
Deluje kot javni zavod v okviru občine Slovenske Konjice, kot tradicionalna knjižnica, pa tudi kot multimedijski informacijski in kulturni center za člane, učence, upokojence ter občane. 
V okviru splošne knjižnice delujo tudi Center za kulturne prireditve občine Slovenske Konjice, ki organizira in vodi redni program kulturnih dogodkov v mestu in občini, ter Turistično informacijski center. 
Knjižnica ima tudi dislocirane oddelke v Vitanju, Zrečah in Ločah in več t.i. knjigobežnic na različnih lokacijah v občini. 

## Galerija
- Izdaja in prevzem gradiva
- Osrednji prostor
- Oddelek za otroke
- Gradivo za čitalnico
- Multimedijski kotiček
- Multimedijski kotiček

- Publikacije in revije
- Domoznanstvo
- Večnamenski kotiček
- Galerija Arpada Šalomona
- Stopnišče
- Stopnišče
- Priporočeno branje

- Info točka
- Obvestila
- Vhod v dvigalo
- Dvigalo